# Timothy Treadwell
Timothy Treadwell, nascido como Timothy William Dexter (Nova York, 29 de abril de 1957 – Alasca, 5 de outubro de 2003), foi um entusiasta dos ursos e ambientalista estadunidense.
Viveu seus treze últimos verões na costa do Parque Nacional e Reserva de Katmai, no Alasca. No final do 13º verão, ele e a namorada Amie Huguenard de 37 anos foram mortos e parcialmente devorados por um ou provavelmente dois ursos-pardos. Uma câmera de vídeo capturou os sons de seus últimos momentos, indicando que Treadwell teria sido atacado primeiro. No entanto, o áudio do ataque nunca foi liberado ao público. A vida de Treadwell, seu trabalho e morte foram tema do aclamado documentário de 2005, dirigido por Werner Herzog, intitulado O Homem Urso.

## Infância
Treadwell nasceu em Mineola, Long Island, no estado de Nova York, sendo um dos cinco filhos de Val Dexter e Carol Ann (nascida Bartell). Ele estudou na Connetquot High School, onde era o destaque da equipe de mergulho. Ele tinha grande afeição por animais e criava um esquilo chamado Willie como animal de estimação. Em uma entrevista no documentário Grizzly Man (2005), seus pais relatam que ele era um jovem comum até ir para a faculdade. Treadwell frequentou a Bradley University com uma bolsa de natação e mergulho. Lá, ele afirmava ser um órfão britânico e, em outras ocasiões, dizia ser da Austrália. Segundo esse relato, seu pai disse que Timothy "entrou em declínio" e tornou-se alcoólatra após perder o papel de "Woody Boyd" para Woody Harrelson na sitcom Cheers. Em 1987, ele mudou legalmente seu sobrenome de Dexter para Treadwell, um nome da família de sua mãe que ele já usava informalmente há alguns anos.

## Interesse em ursos
De acordo com seu livro, Among Grizzlies: Living with Wild Bears in Alaska, Treadwell sobreviveu a uma overdose de heroína nos anos 80 e foi, encorajado por um amigo, para o Alasca para observar ursos. Mais tarde, atribuiu sua recuperação ao relacionamentos que tinha com os animais. Na primeira parte de cada ano que passava por lá, Timothy acampava numa área chamada  "Big Green", uma área localizada em Hallo Bay, na Costa Katmai, enquanto que na outra parte, acampava num lugar chamado por ele mesmo de "Grizzly Maze", onde encontros com ursos eram muito mais prováveis e constantes.
Teve notoriedade nacional no começo dos anos 2000, sendo reconhecido por se aproximar muito desses animais, tocá-los e até brincar com eles. Durante suas estadias no lugar, Timothy gravou mais de 100 horas de filmagens e viajou todos os Estados Unidos fazendo palestras e educando crianças sobre ursos. Participou de programas de televisão na Discovery Channel e deu entrevista no talk show Late Show with David Letterman, além de também discutir suas experiências no Dateline NBC.
Treadwell passou treze verões no Parque Nacional e Reserva Katmai, no Alasca. Com o tempo, ele acreditava que os ursos passaram a confiar nele; eles permitiam que ele se aproximasse e ele chegou a tocá-los. Ele ganhou certa notoriedade nacional por sua associação com os ursos e fundou a organização Grizzly People com sua amiga Jewel Palovak. Juntos, trabalhavam para proteger os ursos em parques nacionais, promovendo conscientização pública.
As autoridades do parque advertiram repetidamente que sua interação com os ursos era perigosa tanto para ele quanto para os próprios animais. "No melhor dos casos, ele está equivocado," disse Deb Liggett, superintendente dos parques nacionais Katmai e Lake Clark, ao Anchorage Daily News em 2001. "No pior dos casos, ele é perigoso. Se Timothy apresenta um comportamento inseguro, isso acaba colocando os ursos e outros visitantes em risco."
Treadwell filmou suas aventuras e usou os vídeos para conscientizar o público sobre os problemas enfrentados pelos ursos na América do Norte. Em outubro de 2003, ao final de sua décima terceira visita, ele e sua namorada Amie Huguenard foram atacados, mortos e parcialmente devorados por um urso. Os eventos que levaram ao ataque são desconhecidos.

## Conflito com autoridades
Os anos de Treadwell com os ursos não foram sem perturbações. Quase desde o início, o Serviço Nacional de Parques (NPS) expressou preocupações sobre seu comportamento. As restrições do parque o deixavam cada vez mais irritado. De acordo com o arquivo mantido sobre Treadwell pelo NPS, os guardas relataram que ele teve pelo menos seis violações de 1994 a 2003. Entre essas violações estavam guiar turistas sem licença, acampar na mesma área por mais tempo do que o limite de sete dias do NPS, armazenamento inadequado de alimentos, assédio à vida selvagem e conflitos com visitantes e seus guias. Treadwell também frustrou as autoridades ao se recusar a instalar uma cerca elétrica ao redor de seu acampamento e a carregar spray de pimenta contra ursos para usar como medida de proteção. Em seu livro de 1997, Treadwell relatou uma história em que usou spray de pimenta para ursos em uma ocasião, mas acrescentou que sentiu uma profunda tristeza pela dor que acreditava ter causado ao urso e se recusou a usá-lo em ocasiões posteriores.

## Morte
Em outubro de 2003, Treadwell e sua namorada, Amie Huguenard, visitaram o Parque Nacional de Katmai. No filme O Homem Urso, Werner Herzog afirma que Amie temia os ursos e se sentia profundamente desconfortável em sua presença. Ele escolheu montar seu acampamento perto de um riacho de salmão, onde ursos geralmente se alimentam no outono. Visitou o parque no final do ano, numa época em que os ursos lutam para conseguir a maior quantidade possível de alimento antes do invernos. A limitação de suprimentos eleva o nível de agressividade dos animais.
Treadwell havia programado deixar o parque em seu horário habitual, mas ele teve um desentendimento com a companhia aérea e decidiu ficar mais tempo. Os ursos que ele tinha visto durante o verão já tinham hibernado. Entretanto, ele não sabia ursos de outra parte da região estavam se movendo para onde ele estava alocado. As últimas filmagens mostram-no vivo com um urso atrás dele, mergulhando no rio várias vezes por um pedaço de salmão morto. Treadwell mencionou na gravação que ele não se sentia totalmente confortável perto destes animais, em particular.
Cerca de meio-dia de domingo, 5 de outubro de 2003, ele conversou com seu sócio, em Malibu, Califórnia, por telefone via satélite. Não mencionou nenhum problema com qualquer urso. No dia seguinte, 6 de outubro, os restos de Treadwell e Huguenard foram descobertos por Willy Fulton, o piloto de táxi aéreo que chegou a seu acampamento para buscá-los. A cabeça desfigurada do rapaz, a espinha dorsal e o antebraço direito ainda usando o seu relógio de pulso foram recuperados no local. Partes de Huguenard foram encontrados perto do acampamento, parcialmente enterrado em um monte de galhos e sujeira. Um urso pardo macho foi morto por guardas do parque durante a tentativa de recuperar os corpos. Um urso jovem também foi morto pouco tempo depois, após ter acuado os guardas do parque. A necropsia nos ursos revelou partes do corpo humano, tais como dedos e membros. Não está claro a partir de qualquer prova ou da gravação de áudio, se qualquer um desses dois ursos mataram o casal. Nos 85 anos de história Parque Nacional de Katmai, este foi o primeiro incidente de uma pessoa ser morta por um urso.
Uma câmera de vídeo foi recuperada no local. Segundo a porta-voz do Alaska State Trooper, Greg Wilkinson, nenhuma imagem foi encontrada na fita. Este fato levou os guardas a acreditarem que o ataque teria acontecido quando a câmera estava na mochila ou durante a noite. A câmera havia sido ligada em algum momento antes do ataque, presumivelmente por Huguenard, mas a câmera registrou apenas seis minutos de áudio. A fita é agora propriedade de Jewel Palovak e não foi liberada ao público. Em O Homem Urso o cineasta Werner Herzog ouve a gravação e, em seguida, solicita a Palovak que a destrua. No seguimento da mini-série The Grizzly Man Diaries, Palovak admitiu que ainda possui a fita, mas ainda não ouviu o seu conteúdo e disse que espera nunca fazê-lo.